# Trinidad och Tobagos flagga
Trinidad och Tobagos flagga antogs officiellt den 31 augusti 1962, och har proportionerna 3:5.
Rött står för landets vitalitet och dess befolkning, samt för solens värme och energi. Vitt symboliserar havet som omger öarna, det nationella strävandets renhet och alla människors jämställdhet. Svart står för befolkningens enighet och energi, samt för landets rikedomar. Flaggan antogs i samband med självständigheten, och är ett förslag från allmänheten.

## Övriga flaggor

Handelsflagga (1:2)

Örlogsflagga till havs (1:2)